# Vodní nádrž Hamry
Vodní nádrž Hamry nebo též Hamerská přehrada je vodní dílo vybudované v letech 1907–1912 na řece Chrudimce s hrází v říčním km 93,1 v krajinné oblasti Železných hor, v rámci administrativně správním na rozhraní obcí Hamry a Studnice v okrese Chrudim náležejícím do Pardubického kraje na území České republiky.
Celkový objem vodní nádrže je 3,6169 miliónů m³ s maximální zátopovou oblastí 80,55 ha a s plochou povodí 5,68 km², délka sypané přehradní hráze v koruně činí 208,4 m a výška 17,7 m nad základovou spárou, šířka v úrovni základů 64,0 m a 2,3 m v koruně hráze. Vodní dílo v povodí Chrudimky je ve správě státního podniku Povodí Labe, pod přehradou monitorovací stanice Hamry o stavu a průtoku řeky Chrudimky. Stanice je součástí hlásného profilu č. 35, jehož provozovatelem je Český hydrometeorologický ústav.
První přehrada na řece Chrudimce, nejstarší na území Pardubického kraje a první sypaná zemní tížná hráz na území Česka, v roce 2017 je měsíc listopad spojen se 110. výročím zahájení stavby. Projekt na výstavbu přehrady začal vznikat v roce 1904 ve snaze do budoucna předejít ničivým povodním. Hlinecko, Chrudimsko i Pardubicko v okolí řeky Chrudimky zasáhly například v letech 1880, 1883 a 1897 s rozsáhlou majetkovou škodou a ztrátou na lidských životech. Výstavba původně retenční nádrže byla zahájena v roce 1907 a v roce 1912 dokončena. Aktuální stav hladiny vodní nádrže a odtok vody je trvale monitorován.
Vodní nádrž je vzdálená 2,6 km od centra města Hlinsko (říční km 87,7 u mostu přes Chrudimku na silnici I/34), pro město je významnou ochranou před povodněmi i vodním zdrojem pro úpravu na pitnou vodu. V 60. letech 20. století ohrožoval nedostatek pitné vody Hlinsko a okolí, proto byla vodní nádrž zařazena mezi vodárenské zdroje, modernizována a v Hamrech postavena také úpravna na pitnou vodu. Od roku 1970 platí zákaz rybolovu a koupání ve vodní nádrži, v ochranném pásmu kolem vodního zdroje také zákaz rekreace a vstupu.

## Geografie
Vodní dílo leží v Kameničské vrchovině, přibližně v rozsahu nadmořských výšek 590 m (monitorovací stanice pod přehradou s výškovou kótou 588,79 m) až 600 m v poloze vrstevnice na soutoku Vortovského potoka s řekou Chrudimkou nad vodní nádrží. Vybudováno v údolním profilu horního toku Chrudimky pod výškovým bodem Na hrobkách (638,0 m), zaměřený trigonometrický bod č.32 (TL 2425) České státní trigonometrické sítě se nachází západně od vrcholu Poustka (638,6 m) na katastrálním území obce Hamry.
Hydrogeografická osa původního koryta řeky tvoří rozhraní mezi katastrálním územím obce Hamry, kterou protéká řeka Chrudimka pod vodní nádrží (od názvu obce je odvozeno pojmenování přehrady) a katastrálním územím obce Studnice, ležící na levém břehu řeky a do níž přísluší sídlo hrázného vodního díla.
Do vodní nádrže přitéká řeka Chrudimka zhruba od východu, od Kameniček a (přibližně jako u vodní nádrže Seč) obloukem ve vodní nádrži mění směr k severu, opouští vodní dílo, v krátkém úseku se vrací k východu a protéká obcí Hamry, od ní opět k severu směřuje k Hlinsku (ohyb řeky Chrudimky zmíněn též v Sečské vrchovině). Změny jejího toku způsobilo tvrdé skalnaté podloží (dvojslídný migmatit až ortorula) širokého hřbetu s vrcholy Hradiště, též Zadní Hradiště (682,0 m), Přední Hradiště (693,0 m), K Lázním (679,2 m) a Na skalce (636,5 m), na úpatí (nad levým břehem Chrudimky v Hlinsku) tvořeného hlubinným magmatitem (granit).
Přítoky do vodní nádrže, kromě řeky Chrudimky, tvoří vodou vydatnější levostranné a dvě méně významné pravostranné vodoteče. Z levostranných, ještě v mokřadech před začátkem souvislé vodní plochy nádrže ve směru od Vortové, přitéká průtokem vydatnější Vortovský potok a od Zalíbeného potok Valčice, místně nazývaný Zalíbenský potok, oba pramení v Devítiskalské vrchovině. Vortovský potok s prameništěm ve vrcholu sedla pod vrchem Otrok (717,3 m) a levostrannou zdrojnicí pramenící severozápadně pod vrcholem Šindelný vrch (805,7 m), nejvyšším bodem v povodí Chrudimky.
Ze svahů hřbetu pod vrcholy Hradiště (Zadní a Přední) v Kameničské vrchovině na území obce Studnice přitékají do vodní nádrže dvě málo vydatné bezejmenné vodoteče a třetí je svedená do odtoku u přehradní hráze. Pravostranné přítoky tvoří dva málo vydatné bezejmenné potoky pramenící pod vrcholem Poustka (638,6 m) v Kameničské vrchovině.

## Historie
Původní záměr, vybudovat na Chrudimce v horním toku řeky přehradu k vytvoření retenční vodní nádrže pro zadržení velké vody, se zrodil na základě rozsáhlých povodní v průběhu 19. století. Písemné zmínky o rozvodnění řeky Chrudimky pochází z let 1804, 1854, 1860, 1880, 1883, 1897, zejména jsou uváděny velké majetkové škody i ztráty na lidských životech. V oblasti Hlinska a jeho okolí byly ničivé povodně v důsledku silných dešťů například v srpnu 1880, postihly i Chrudim a Pardubice, opakovaně v červnu 1883 a jedna z nejničivějších v červenci 1897, kdy povodně postihly velkou část Čech, Moravy i Slezska.
V roce 1897 na základě katastrofálních povodní dali čeští poslanci podnět vládě Rakouska-Uherska k financování systematické úpravy řek na území Království českého a výstavby retenčních nádrží. V roce 1901 byl vydán tzv. říšský vodocestný zákon č. 66 a na jeho základě v roce 1903 vznikl prováděcí zemský zákon č. 31 pro úpravu říčních staveb, podle kterého byla ustavena Zemská komise pro úpravu řek v Království českém se sídlem v Praze.
V květnu 1904 provedla Zemská komise v oblasti horního a středního toku řeky Chrudimky šetření, na základě kterého byl vybrán vhodný údolní profil pro stavbu přehrady na vodním toku nad obcí Hamry s předpokládanou realizací ve stavebním období let 1904–1912 a také u Křižanovic se záměrem výstavby přehrady v letech 1912–1924, následně bylo zadáno zpracování předběžného projektu dvou vodních nádrží. Nad obcí Hamry byly technickými odborníky vybrány celkem tři vhodné údolní profily koryta řeky, Zemská komise dala přednost nejvýše položenému, který se jevil jako nejvhodnější pro založení stavby a se zátopovou oblastí bez objektů, jejichž odkoupení by stavbu prodražilo.
V březnu 1905 byl připraven předběžný projekt pro stavbu retenční nádrže Hamry v říčním kilometru 93,133 se sypanou hrází pro zadržení přívalové vody. V dubnu 1907 provedlo c.k. místodržitelství vodoprávní a vyvlastňovací řízení na výstavbu přehrady Hamry a 18. června 1907 bylo vydáno rozhodnutí o stavbě. Projekt vodního díla vypracovalo technické oddělení c. k. místodržitelství Království českého. Pro realizaci bylo vybráno podnikatelství staveb Bělský a Plenkner, pro výstavbu železné konstrukce mostu firma Fanta a Jireš a na dodávku potrubí a strojního zařízení strojírna Bromovský, Schulz a Sohr, všechny tři firmy se sídlem v Praze.
Zahájení stavby proběhlo dne 15. listopadu 1907 v 10 hodin odstřelem skalního podloží v místě budoucího obtokového tunelu pro odvedení řeky Chrudimky z původního koryta. Plán počítal s rokem 1909 pro dokončení stavby. Nepříznivé počasí, nedostatek pracovních sil a v roce 1909 také smrt architekta Quida Bělského (1855–1909), společníka stavební firmy, výstavbu zdrželo. Začátek stavby zdržovaly také problémy s odstřelem skalního podloží. Rulová hornina s velkým obsahem křemene obsahovala více trhlin způsobujících únik plynů a tím i snížení účinku trhaviny (menší trhací tlak na horninu).
Do provozu bylo vodní dílo předáno v září 1912 a v říjnu stejného roku proběhla úspěšná kolaudace stavby. Celkové náklady na vodní dílo dosáhly 700 000 Korun tehdejší měny Rakouska-Uherska.
V roce 1922 u přehrady zvýšena koruna hráze o 0,85 m z bezpečnostních důvodů, v roce 1924 zalesněn pravý břeh nad vodní nádrží, za účelem kontroly průsaku hráze v roce 1926 na vzdušní líc zabudovány pozorovací trubky, v letech 1931–1933 zesíleno přehradní těleso betonovým pláštěm s kamenným obkladem na návodní straně, o 1 m zvýšena hráz a cementovou injektáží utěsněn skalní blok na levém břehu.
V roce 1961 vodní nádrž začleněna mezi vodárenské zdroje pro úpravu pitné vody, v letech 1966–1969 upraveny spodní výpusti, o 45 cm zvýšena koruna bezpečnostního přelivu, v roce 1970 zprovozněna úpravna vody v Hamrech s napojením na vodovodní systém. Současně zakázána rekreace a přístup do ochranného pásma 1. stupně vodního zdroje.

## Účel vodního díla
- nadržení (akumulace) vody pro vodárenské účely
- zajištění minimálního průtoku v řece Chrudimce pod vodní nádrží
- ochrana území ležícího pod nádrží před velkou vodou (povodní)
- účelové rybí hospodářství se zákazem rybolovu

## Technické údaje přehrady
- Typ přehradní hráze – přímá, sypaná zemní tížná hráz
- Výška koruny hráze nad základovou spárou 17,7 m
- Šířka v koruně 2,3 m
- Šířka v úrovni základů 64,0 m
- Délka v koruně 208,4 m
- Sklon návodního líce 1 : 2,5 až 1,75
- Sklon vzdušního líce 1 : 2,5
- Minimální zůstatkový průtok 0,08 m³/s
- Neškodný průtok pod nádrží 14 m³/s
- Převádění průtoků pod přehradní hráz – dvě spodní výpusti v manipulačním objektu při levé straně hráze
- Ústí výpustí – do tlumící komory o rozměrech 8,4 x 4,0 x 3,35 m
- Potrubí výpustí – dva šoupátkové uzávěry (revizní a regulační) na levém potrubí, šoupátkový (revizní) a rozstřikovací (regulační) na pravém potrubí
- Odtok vody – z tlumící komory tunelem 81,5 m dlouhým, raženým ve skále
- Povodňový odtok vody – průtok u levého břehu přes boční bezpečnostní nehrazený přeliv s obloukovou přelivnou hranou dlouhou 29 m, kóta přelivu 600,06 m n. m.
- Odtok vody z přelivu – voda přepadá do spadiště a dále skluzem po stupňovité kaskádě pod hráz, pod přehradou jez a dále původní koryto řeky

## Hydrologické údaje
- Řeka Chrudimka
- Plocha povodí 5,68 km²
- Průměrná dlouhodobá výška ročních srážek 816 mm
- Průměrný dlouhodobý roční průtok 0,74 m³/s
- Stoletý průtok Q100 48,5 m³/s

## Vodní nádrž
- Celkový ochranný objem vodní nádrže 2,2774 mil. m³
- Celkový ovladatelný ochranný objem nádrže 2,4950 mil. m³
- Celkový objem nádrže 3,6169 mil. m³

### Stálé nadržení
- Kóta hladiny 592,60 m n. m.
- Objem 0,1332 mil. m³
- Zatopená plocha 11,58 ha

### Zásobní prostor
- Kóta hladiny 592,60 až 597,90 m n. m.
- Objem 1,2062 mil. m³
- Zatopená plocha 42,32 ha

### Ovladatelný ochranný prostor
- Kóta hladiny 597,90 až 600,06 m n. m.
- Objem 1,1555 mil. m³
- Zatopená plocha 65,73 ha

### Neovladatelný ochranný prostor
- Kóta hladiny 600,06 až 601,60 m n. m.
- Objem 1,1219 mil. m³
- Zatopená plocha 80,55 ha

## Lokalita
- Krajinná oblast Kameničská vrchovina
- Horní tok řeky Chrudimky, v říčním kilometru 91,133 přehradní hráz
- Katastrální území na rozhraní obcí Hamry a Studnice.